# Palusita
Palusita là một chi bướm đêm thuộc phân họ Tortricinae của họ Tortricidae.

## Các loài
- Palusita ochrans Razowski & Becker, 2000
- Palusita paulista Razowski & Becker, 2000